# Kulturhuset, Oskarshamn
Kulturhuset i centrala Oskarshamn invigdes 1976 och inrymmer Oskarshamns stadsbibliotek, Oskarshamns konsthall, Döderhultarmuseet och Sjöfartsmuseet.
I Kulturhusets foajé hänger en 60 kvadratmeter stor målning av Sigfrid Södergren, uppsatt 1983 och bekostad av Josef Anér. Målningen är utförd i äggoljetempera på totalt 42 pannåer och utgör ett stiliserat panorama över Oskarshamn med omnejd, inklusive landmärken i urval, Döderhultarn och Blå Jungfrun. Även Oskarshamns kärnkraftverk figurerar, men i mycket litet format eftersom Anér först motsatte sig Södergrens planer på att avbilda det.
Kulturhuset ingår i ett sammanhängande kvarter som även omfattar teatern och konserthallen Forum, invigd 1964, samt Kalmar läns musikstiftelse och kammarorkestern Camerata Nordica. Kulturkvarterets framväxt inleddes med den sedermera rivna Oskarshamns teater (1904–1963).